# 奧伯隆

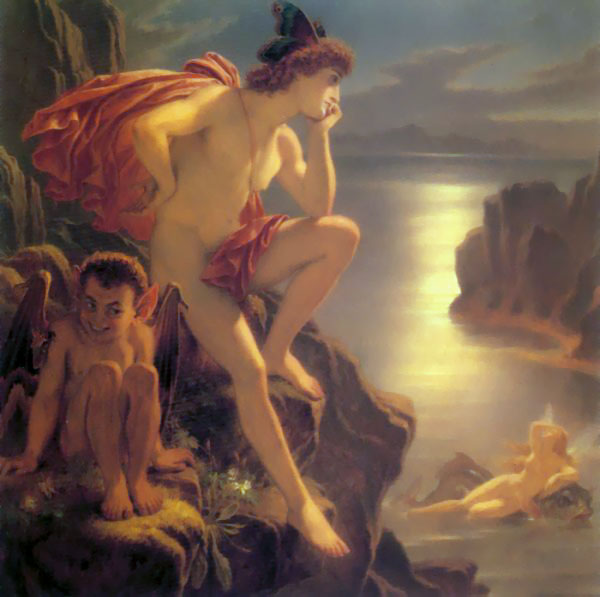
約瑟夫·諾埃爾·佩頓繪畫的《奧伯隆與美人魚》

奧伯隆是歐洲民間傳說中的妖精之王。他和妻子緹坦妮雅在英國戲劇家威廉·莎士比亚的作品《仲夏夜之夢》中亦有登場。他在劇中的妖精王形象，於公演後深植於歐洲人的心中，並在後世文藝創作中常被引用。

## 發展歷程
「Oberon」這個字的原形來自於史詩《尼伯龍根之歌》的角色阿貝利希（英語：Alberich）、「Albrich」的字義為「精靈王」，詩中的阿貝利希是個矮人。
奧伯隆最初以妖精王的身分登場，則是在十三世紀的法國敘事詩《波爾多的榮恩》中，他在故事中是森林和妖精的主人，身高只有三呎，這些特徵都是沿自上述矮人阿貝利希的形象。
英國伊莉莎白一世時期，由於政治和經濟情況穩定，國民有餘力享受娛樂。由於中世紀基督教將妖精視為惡魔，當時歐洲人印象中的妖精大部分都很醜陋，但莎士比亞參考民間傳說及過往詩歌文學，所創作的妖精外表可愛、氣質高雅。這些特質都獲得當時人民的青睞，奧伯隆也不例外。莎士比亞為了打動平民百姓，將《仲夏夜之夢》中的奧伯隆設定成脾氣差、愛吃醋，性格與凡人無異。

## 特徵

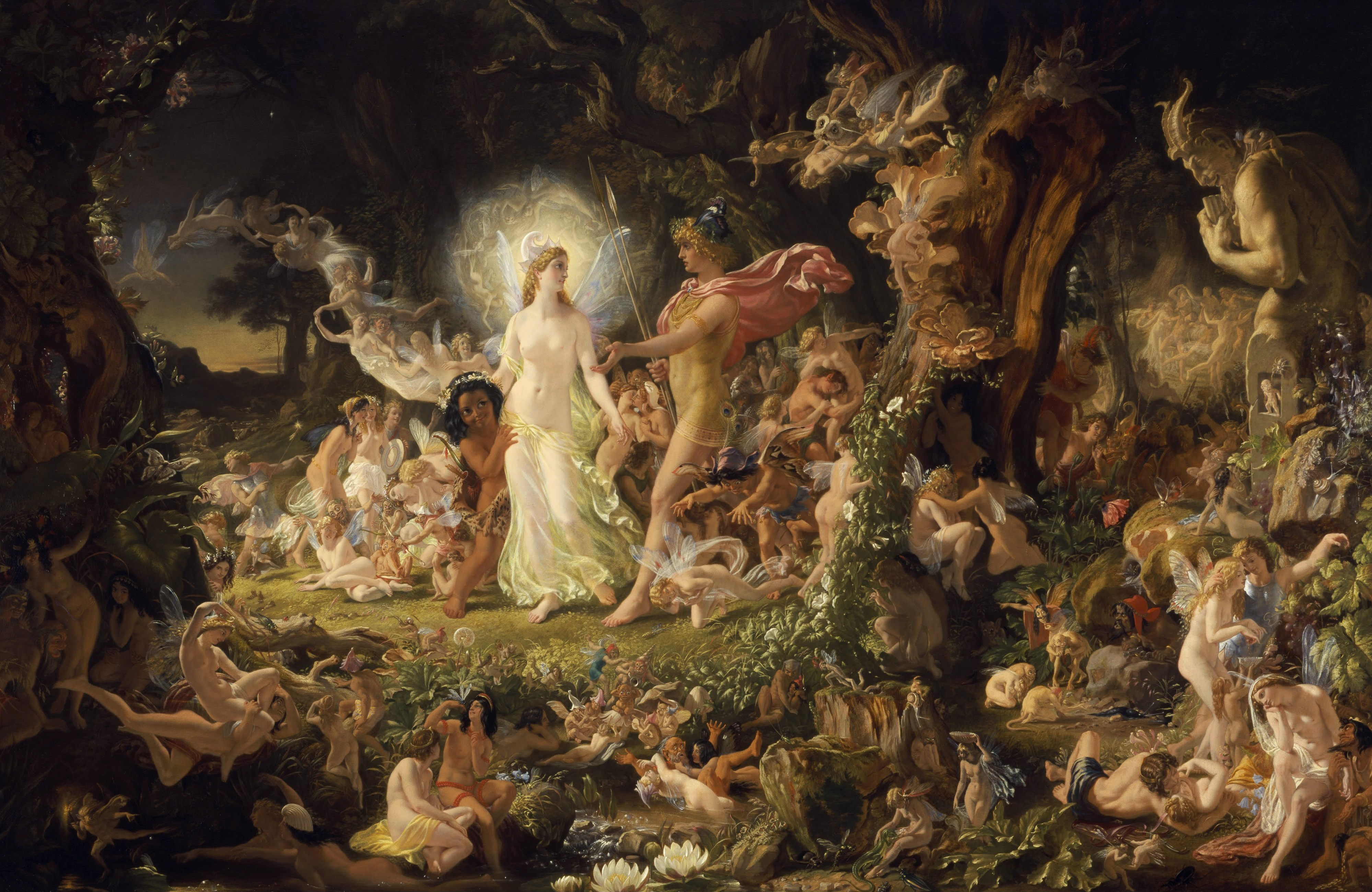
約瑟夫·諾埃爾·佩頓繪畫的《奧伯隆與提泰妮婭的爭執》

《波爾多的榮恩》中的奧伯隆是古羅馬將軍尤利烏斯·凱撒和妖精女性生下的混血兒。奧伯隆出生的時候，許多妖精受邀參加宴會，其中一位沒被邀請的妖精憤而詛咒奧伯隆三歲以後不會成長，後來後悔又祝福他外表俊美。於是奧伯隆身高只有三呎、有些駝背，但長相英俊、富有魅力。而其他妖精則給予了奧伯隆各種魔法能力及寶物。他在詩中有著能夠看穿人心、使城堡浮空、將人傳送到別處等法力，並統治著妖精國度。由於奧伯隆一半的人類血緣、使他不能像其他妖精一般不朽。在他大限將至的時候，將王位讓給了查理曼麾下的一位騎士榮恩。
在戲劇《仲夏夜之夢》中，奧伯隆是妖精國度的統治者，身材與常人相當、外表俊美、具有魔力及七情六慾，並會運用魔法干涉凡人的生活。劇中奧伯隆為了一個人類調換兒的所有權與妻子緹坦妮雅爭吵。他為了捉弄妻子，吩咐妖精僕人帕克在睡著的緹坦妮雅眼皮上滴上含有魔力的花朵汁液，這種花能使人迷戀上第一眼看到的對象。緹坦妮雅醒來後迷上了頭被變成驢子的工匠波頓（Bottom ）。後來雅典城的拉山德（Lysander）和赫米婭（Hermia）這對情侶私奔，赫米婭的未婚夫狄米特律斯（Demetrius）與暗戀狄米特律斯的海麗娜（Helena）追尋他們，四人先後來到了妖精的森林。奧伯隆於是交代帕克使用魔藥來解決這些凡人的感情問題，但帕克搞錯對象而造成一場混亂。奧伯隆後來覺得自己的惡作劇太過分，趁妻子熟睡時解除魔咒並將波頓的頭恢復原樣，並要求帕克收拾爛攤子。結局奧伯隆夫妻和好、狄米特律斯愛上海麗娜，兩對凡人情侶回雅典城結婚。
奧伯隆在繪畫中的形象，大部分是不穿衣服、外表俊美，背後長著昆蟲翅膀的男性。但在約瑟夫·諾埃爾·佩頓的繪畫中，他的翅膀長在頭部的兩側。奧伯隆很少被單獨繪畫，通常畫中都有其他角色。
在奇幻故事中，奧伯隆大多有著王者的威儀，兼有妖精的特質和人類的個性。他和妻子緹坦妮雅會運用魔力干涉凡人生活、對其惡作劇、鬥智。
奧伯隆在虛構作品是男性妖精，但在現實戲劇中，他的角色時常由女性扮演。

## 文化影響

### 天文
- 天王星最外圍的衛星天卫四是以奧伯隆的名字命名。

### 繪畫

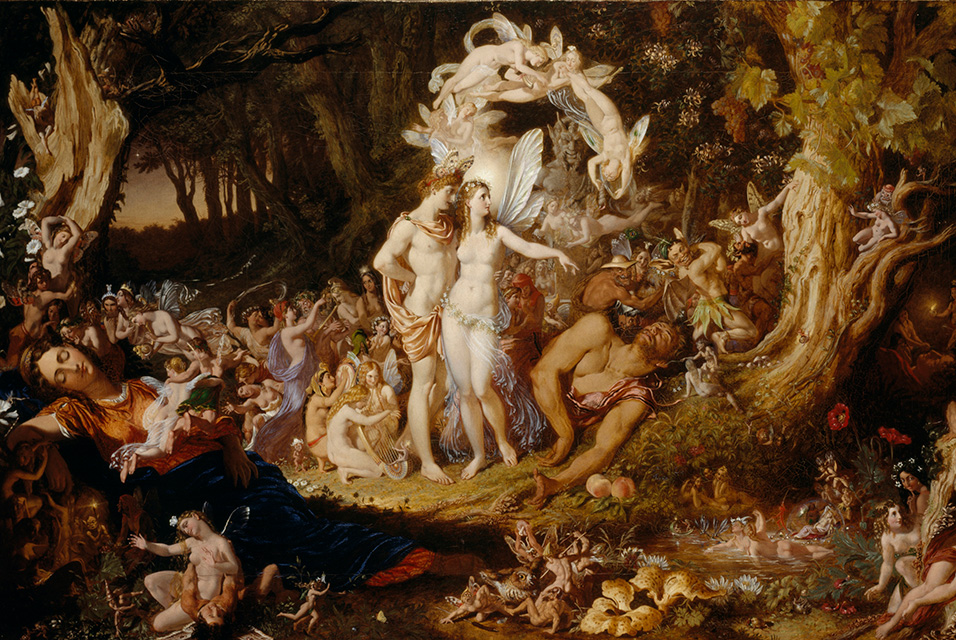
約瑟夫·諾埃爾·佩頓的《奧伯隆與緹坦妮雅言歸於好》

- 約瑟夫·諾埃爾·佩頓的《奧伯隆與美人魚》（Oberon and the Mermaid）、《奧伯隆與緹坦妮雅的爭執》[7]（The Quarrel of Oberon and Titania）、《奧伯隆與緹坦妮雅言歸於好》[7]（The Reconciliation of Titania and Oberon）[2][3]
- 法蘭西·丹比（英语：Francis Danby）的《月夜的奧伯隆與緹坦妮雅》（Oberon and Titania）[2][3]

### 戲劇
- 歌德的《浮士德》劇中，奧伯隆與緹坦妮雅於沃普尔吉斯之夜舉行慶祝金婚的活動。
- 本·琼森的《妖精王奧伯隆（英语：Oberon, the Faery Prince）》，劇中奧伯隆帶領妖精向亞瑟王等歷代英國君主致意。[2][3]
- 1840年，於皇家國家劇院演出的《仲夏夜之夢》，由路西亞·維斯德麗（英语：Lucia Elizabeth Vestris）飾演奧伯隆。[2][3][9]
- 黛安·鮑魯斯（英语：Diane Paulus）和藍狄·溫納（英语：Randy Weiner） 聯合導演的《驢子秀：仲夏夜之迪斯可（英语：The Donkey Show (musical)）》，奧伯隆在劇中是俱樂部老闆。[9]

### 樂曲
- 托馬斯·阿恩的《妖精王子奧伯隆（英语：The Fairy Prince）》。[2][3]
- 帕维尔·弗拉尼茨基的《妖精王奧伯隆》（Oberon – The Fairy King）。[2][3]
- 卡尔·马利亚·冯·韦伯的《奧伯隆》。[2][3]

### 文學
- 文藝復興時期，「奧伯隆」是魔寵常見的名字。[2][3]
- 蘇格蘭作家安德鲁·朗格的《「誰都不是」公主》（The Princess Nobody: A Tale of Fairyland: Fairytale Classic）中的妖精都是來自奧伯隆和緹坦妮雅的國度。[2][3]
- 在英國作家賽門·葛林（英语：Simon R. Green）的小說《夜城系列》及《影子瀑布》（Shadows Fall）中，奧伯隆和緹坦妮雅是精靈一族的統治者。
- 日本川原礫的輕小說《刀劍神域》中的角色須鄉伸之自稱「奧伯隆」。
- 日本天酒之瓢的輕小說《騎士&魔法》中的反派頭目之一，為小鬼族（人族）的王，自稱「小王」，日文音譯「奧伯隆」，真實身分為初代亞爾芙(妖精)之王，對應了奧伯龍的傳說。
- 台灣文學家顏元叔認為在《仲夏夜之夢》中，奧伯隆對緹坦妮雅的惡作劇不合理，認為兩位妖精的婚姻絕非典範。[8]

### 漫畫
- 在尼爾·蓋曼的《睡魔》中，莎士比亞創作《仲夏夜之夢》的靈感來源是希臘夢神摩耳甫斯提供的，且奧伯隆和緹坦妮雅有現身觀賞演出。蓋曼的另一作品《魔法之書（英语：The Books of Magic）》中，主角提姆曾試圖援救受困的奧伯隆。[6]
- 《魔法使的新娘》：該作中的提尔纳诺另稱「常青之國」，由妖精國王奧伯隆與妖精女王媞坦妮亞統治。

### 遊戲
- FGO中第六異聞帶：妖精圓桌領域自稱以人理方從者被召喚登場。職階為Pretender。寶具為E級對人寶具「綴於彼方的夢之故事」(ライ・ライム・グッドフェロー)。配音：豐永利行。

## 註解
1. ↑  又譯歐伯倫、奧布朗
2. ↑  又譯「仙王」
3. ↑  「Alb」是「精靈」、「rich」則是「王」的意思
4. ↑  此敘事詩最初的英語版本於十五世紀問世
5. ↑  一說是《亞瑟王傳奇》的摩根勒菲
6. ↑  大約九十公分